# Ruud Benard
Rudolphus Lodevikus Maria (Ruud) Benard (Breda, 8 oktober 1954) is een van de deelnemers aan Big Brother 1 (1999), de eerste serie uitzendingen van het Nederlandse televisieprogramma Big Brother. Dit gaf hem, met zijn uitspraken "lekker knuffelen" en "Laat je niet gek maken", landelijke bekendheid.

## Biografie
Voordat Ruud mee ging doen aan Big Brother, was hij sportmasseur (onder andere bij de nationale wielervrouwenploeg). Hij werd zeer geregeld geïmiteerd door Paul de Leeuw, nam de cd Lekker Knuffelen op, leverde bijdrages aan het programma van Barend en Van Dorp (De minuut van Ruud) en het tourjournaal van Rick Nieman en liep honderden feesten en braderieën af.
De relatie van Ruud bleek niet tegen zijn reputatie als feestbeest bestand te zijn. Zijn vriendin Wiltrude probeerde nog een tijdje als zijn manager op te treden, maar het mocht niet baten. Samen hebben ze nog wel de zorg voor hun dochter Bibi, die geregeld in de uitzendingen van BB had gefigureerd. Na het verbreken van zijn relatie en het teruglopen van zijn populariteit vluchtte Ruud in overspannen toestand naar Aruba. Tegenwoordig is zijn leven in rustiger vaarwater en heeft hij een relatie met Annette Stokkentreeff, een deelneemster van Big Brother 2. Ruud helpt door de jaren heen zijn broer die een eigen verhuisbedrijf heeft. Anno 2009 is hij bezig een sportmassage-bedrijf op te zetten in zijn woonplaats Breda, genaamd Bress.
In 2002 verscheen Ruuds autobiografie Ik laat me niet gek maken!, en in 2005 was hij te zien in de derde editie van het televisieprogramma Bobo's in the Bush. In 2007 was Ruud deelnemer aan het boksprogramma Fighting with the stars, waarin hij verslagen werd door dj Paul Elstak. Tegenwoordig gaat hij scholen langs om te vertellen over verkeersveiligheid.
Tijdens de Nijmeegse Vierdaagse van 2011 was Ruud te zien als een van de presentatoren in het KRO-programma Het gevoel van de vierdaagse.

## Discografie
- Lekker knuffelen (album, 2000)
- Some broken hearts never mend (single, 2000)

- International Standard Name Identifier: 0000 0003 9090 7070
- Nederlandse Thesaurus van Auteursnamen: 238717143
- Virtual International Authority File: 284666490
- WorldCat: E39PBJrrrvdDkkpqwYkBX4Dg8C